# Gara York
Gara York este o stație de cale ferată pe Magistrala East Coast în Regatul Unit, care deservește orașul York, în North Yorkshire. Se află la 303 km la nord de Londra King's Cross, iar pe magistrală este situată între Doncaster la sud și Thirsk la nord. Începând cu iunie 2018, gara este administrată de către London North Eastern Railway.
Gara York este un nod feroviar principal, la aproximativ jumătatea distanței dintre Londra și Edinburgh. Se află la aproximativ cinci mile nord de punctul în care rutele Cross Country și TransPennine Express via Leeds se alătură magistralei, conectând astfel Scoția de Anglia de Nord-Est și Nord-Vest, Midlands și sudul Angliei. Intersecția a fost, din punct de vedere istoric, un loc major pentru fabricarea, reparația și întreținerea  materialului rulant.
În topul 100 cele mai bune gări din Marea Britanie, Simon Jenkins oferă gării York cinci stele, fiind una din cele zece gări care au primit aceată distincție.

## Istoric
Prima gară York a fost o construcție temporară din lemn pe Queen Street, în afara zidurilor orașului, deschisă în anul 1839 de York and North Midland Railway. Ulterior, în anul 1841, în interiorul zidurilor, a fost contruită ceea ce este acum York Old Station (gara veche din York). În timp, din cauză că trenurile trebuiau să întoarcă aici pentru a călători între Londra și Newcastle, a apărut nevoia construirii unei noi gări în afara zidurilor.
Actuala gară, proiectată de la North-Eastern Railway, prin arhitecții Thomas Prosser și William Peachey, a fost deschisă pe 25 iunie 1877. Avea 13 peroane și a fost la acea vreme cea mai mare din lume. Ca parte a noului proiect, hotelul Royal Station (acum Royal York Hotel), proiectat de Peachey, a fost deschis în anul 1878.

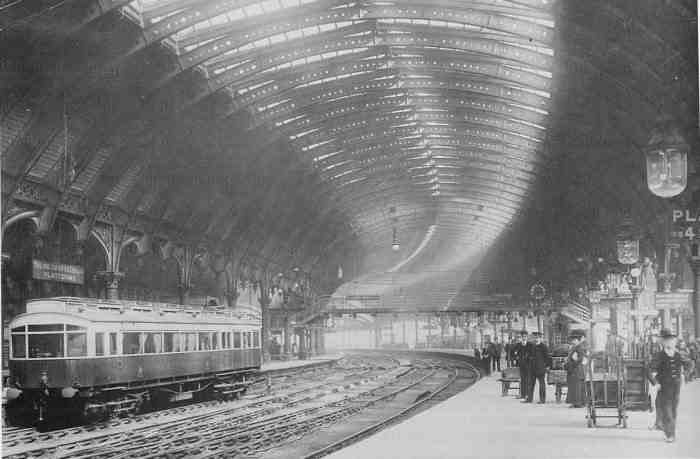
Gara York în secolul al XX-lea

În 1909, au fost adăugate noi peroane, iar în 1938 a fost construită pasarela pietonală și a fost refăcut sistemul de semnalizare.
Clădirea a fost puternic bombardată în timpul celui de-al Doilea Război Mondial. În ziua de 29 aprilie 1942, 800 de pasageri au fost evacuați din trenul de la King's Cross spre Edinburgh, care sosise în timpul unui bombardament. În aceeași noapte, doi angajați ai căilor ferate au fost uciși, printre care William Milner (născut în 1900), care a murit după ce s-a întors în biroul lui care ardea pentru a lua trusa de prim ajutor. El a fost decorat post-mortem cu medalia Regelui pentru vitejie. O placă în memoria lui a fost așezată în gară. Gara a fost reparată masiv în anul 1947.

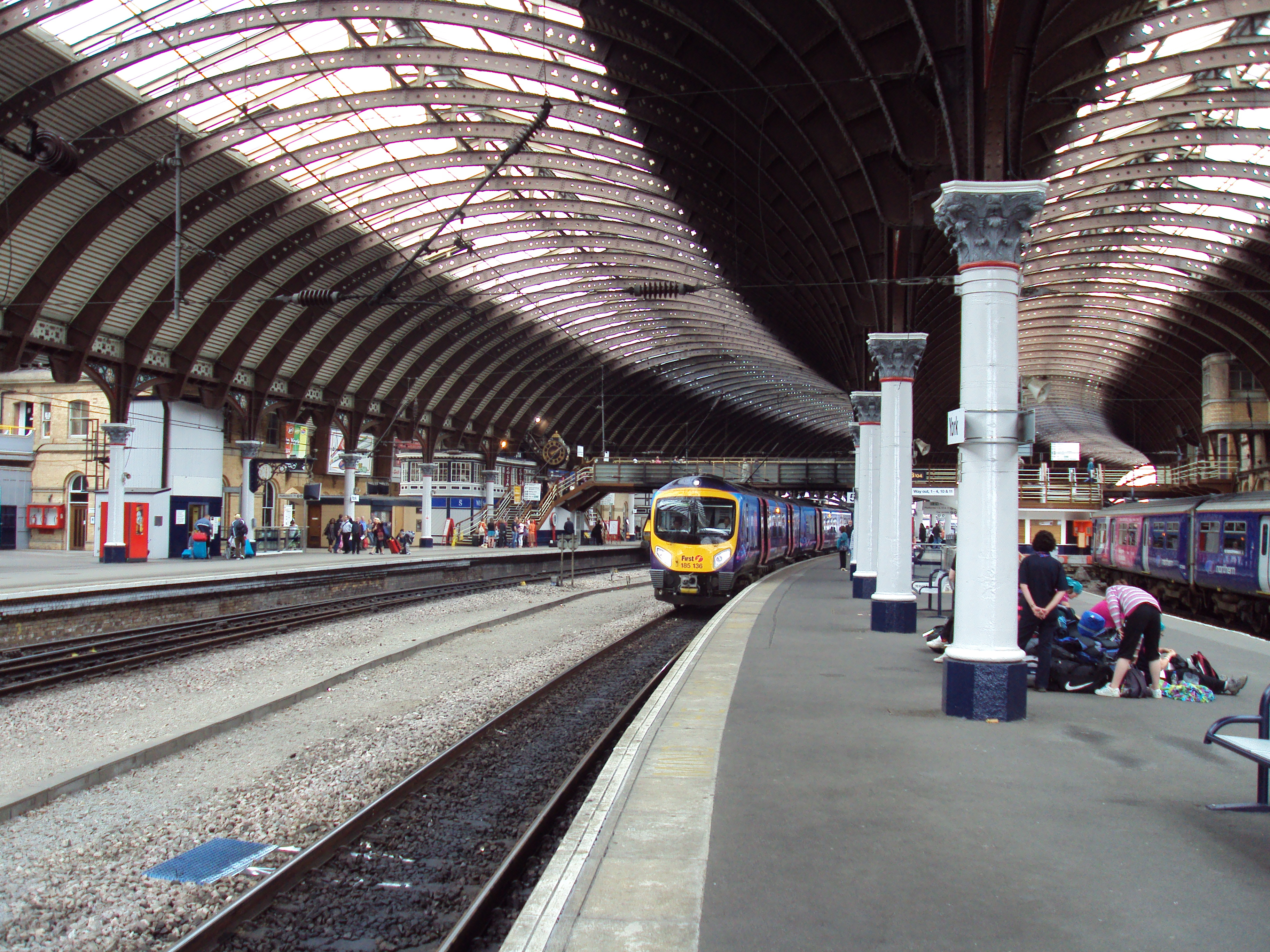
Gara în 2010

Clădirea gării a fost desemnată drept clădire monument de gradul al II-lea* în 1968.
Căile ferate prin și de lângă gară au fost renovate din nou în 1988, ca parte a lucrărilor la noua schemă de semnalizare efectuate înainte de electrificarea magistralei. Acest lucru a dus la scoaterea din uz a mai multor peroane (în principal pe latura de est), fiind scoase și căile de rulare. În același timp, un nou centru de semnalizare (York IECC) a fost creat, situat pe latura de vest a gării, pentru a controla structura nou creată și de a prelua funcția unor cutii de semnalizare de pe magistrală. York IECC supraveghează linia principală de la Temple Hirst (lângă Doncaster) spre Northallerton, împreună cu diferite secțiuni care se ramifică din ea. Din 2001 a preluat responsabilitatea pentru controlul zonei din Leeds și are astfel grijă de trenuri până la Gargrave și Morley.
În 2006-2007, pentru a îmbunătăți facilitățile pentru autobuz, taxi și utilizatorii de mașini, precum și pietoni și bicicliști, străzile din jurul gării au fost reorganizate. Clădirile care erau folosite drept depou și depozit de marfă adăpostesc acum National Railway Museum.

## Accidente și incidente
- Pe 31 martie 1920, un tren de pasageri a deraiat în timp ce trăgea la peronul 8[8].
- Pe 5 august 1958, un tren de pasageri s-a prăbușit în tampoanele de la capătul peronului 12.

## Renovări majore
Gara a fost renovată în 2009. Peronul 9 a fost reconstruit și sistemul de iluminat a fost extins. Fuseseră planificate noi bariere automate de bilete (similare cu cele din Leeds), dar consiliul orașului le-a refuzat pentru a păstra aspectul istoric al gării. Operatorul de la acel timp, National Express East Coast, dorea să facă apel la această decizie, dar acest lucru nu s-a mai întâmplat pentru că gara a fost preluată de East Coast.
| Stația precedentă                                  | National Rail       | National Rail                                                                        | National Rail | Stația următoare                   |
| -------------------------------------------------- | ------------------- | ------------------------------------------------------------------------------------ | ------------- | ---------------------------------- |
| Leeds                                              |                     | CrossCountryCross Country Route                                                      |               | Darlington                         |
| Doncaster                                          |                     | CrossCountryCross Country Route                                                      |               | Darlington                         |
| Doncaster                                          |                     | East Midlands RailwaySt Pancras-York (doar iarna) St Pancras-Scarborough (doar vara) |               | Terminus                           |
| Doncaster                                          | Scarborough         | East Midlands RailwaySt Pancras-York (doar iarna) St Pancras-Scarborough (doar vara) |               |                                    |
| Garforth                                           |                     | TransPennine ExpressNorth TransPennine                                               |               | Thirsk                             |
| Garforth                                           | Northallerton       | TransPennine ExpressNorth TransPennine                                               |               |                                    |
| Leeds                                              | Malton              | TransPennine ExpressNorth TransPennine                                               |               |                                    |
| Leeds                                              | Terminus            | TransPennine ExpressNorth TransPennine                                               |               |                                    |
| Londra King's Cross                                |                     | Grand Central London-Sunderland                                                      |               | Thirsk                             |
| Doncaster sau Peterborough                         |                     | London North Eastern Railway London-York                                             |               | Terminus                           |
| Doncaster sau Retford sau Peterborough             |                     | London North Eastern Railway London-Newcastle/Edinburgh                              |               | Northallerton                      |
| London King's Cross sau Doncaster sau Peterborough |                     | London North Eastern Railway London-Newcastle/Edinburgh/Scotland express services    |               | Darlington                         |
| Leeds                                              |                     | London North Eastern Railway Leeds-Aberdeen                                          |               | Darlington                         |
| Ulleskelf                                          |                     | Northern TrainsLinia Dearne Valley                                                   |               | Terminus                           |
| Poppleton                                          |                     | Northern TrainsLinia Harrogate                                                       |               | Terminus                           |
| Selby                                              |                     | Northern TrainsLinia Hull-York                                                       |               | Terminus                           |
| Ulleskelf                                          |                     | Northern TrainsLinia Hull-York                                                       |               | Terminus                           |
| Ulleskelf                                          |                     | Northern TrainsLinia Micklefield                                                     |               | Terminus                           |
|                                                    | Servicii viitoare   |                                                                                      |               |                                    |
| Leeds                                              |                     | TBA Northern Powerhouse Rail                                                         |               | Darlington                         |
| Sheffield                                          |                     | TBA Northern Powerhouse Rail                                                         |               | Darlington                         |
| East Midlands Hub                                  |                     | TBA Northern Powerhouse Rail                                                         |               | Darlington                         |
|                                                    | Căi ferate istorice |                                                                                      |               |                                    |
| Terminus                                           |                     | Y&NMR Linia York–Scarborough                                                         |               | Haxby Gară închisă, linie deschisă |
|                                                    | Căi ferate defuncte |                                                                                      |               |                                    |
| Terminus                                           |                     | NER Linia York–Beverley                                                              |               | Earswick                           |
| Naburn                                             |                     | NER Magistrala East Coast                                                            |               | Beningbrough                       |